# Langues pames
Les langues pames sont un groupe de langues amérindiennes parlées au Mexique par les Pames, dans l'État de San Luis Potosí.

## Classification
Les langues pame sont un des groupes de langues qui composent la branche oto-pame de la famille oto-mangue.
La branche oto-pame de l'oto-mangue est constituée de plusieurs groupes qui sont les langues otomies, le pame, le chichimèque, le matlatzinca et l'ocuiltèque.

## Liste des langues
Le pame peut être présenté comme une langue, cependant il en existe trois variétés assez différentes les unes par rapport aux autres. Selon Gibson et Bartholomew, le pame du Nord n'est pas intercompréhensible avec le pame central. La troisième variété, le pame du Sud, qui était parlée dans l'État d'Hidalgo, est éteinte. Les langues pame sont :
- pame du Nord
- pame central
- pame du Sud

## Sources
- (en) Doris Bartholomew, « Some Morphophonemic Rules in Mazahua », International Journal of American Linguistics, vol. 41, no 4,‎ 1975, p. 293-305 (JSTOR 1264552)
- (en) Lorna Gibson et Doris Bartholomew, « Pame Noun Inflection », International Journal of American Linguistics, vol. 45, no 4,‎ 1979, p. 309-322 (JSTOR 1264721)